# Frederick Ponsonby, 6º conde de Bessborough
Frederick George Brabazon Ponsonby, sexto conde de Bessborough (11 de septiembre de 1815 - 11 de marzo de 1895), fue un abogado y par angloirlandés, que  destacó como jugador de críquet entre 1834 y 1856 para los equipos de Surrey, Cambridgeshire, Cambridge University (CUCC) y Marylebone Cricket Club (MCC).

## Antecedentes y educación
Ponsonby nació en Marylebone. Era el tercer hijo de John Ponsonby, 4º conde de Bessborough y de su esposa Lady Maria Fane. Fue educado en la Harrow School y el Trinity College de Cambridge. En 1837 fue admitido en el colegio de abogados de Lincoln's Inn, siendo admitido en la barra de letrados en 1840. Heredó el condado el 28 de enero de 1880, cuando su hermano mayor murió sin un heredero varón.

## Jugador de cricket
En su carrera en el cricket, Bessborough fue conocido como el Excmo. Frederic Ponsonby. Jugó tanto en Harrow como en la Universidad de Cambridge, bateando como diestro. Fue un jugador activo hasta aproximadamente 1845, después de lo cual, debido a una lesión en el brazo, solo pudo jugar esporádicamente. Fue uno de los fundadores del Surrey County Cricket Club, siendo elegido su primer vicepresidente. También fue fundador del club de críquet I Zingari y de la compañía de teatro amateur Old Stagers.

## Great Western Railway
Ponsonby presidió el consejo del Great Western Railway entre 1857 y 1859.

## Vida personal
Lord Bessborough murió en Westminster el 11 de marzo de 1895. Nunca se casó y fue sucedido en el condado por su hermano menor, Walter.